# Richard Kromm
Richard ”Rich” Kromm, född 29 mars 1964 i Trail, British Columbia, är en kanadensisk före detta professionell ishockeyspelare (forward).
I Sverige har han spelat för Leksands IF.